# 2015년 9월 죽음
다음은 2015년 9월에 사망한 저명한 인물 목록이다.
- 9월 2일 - 시리아 출신 쿠르드계 어린이 난민 알란 쿠르디
- 9월 3일 - 네팔의 농부 찬드라 바하두르 당기
- 9월 5일 - 일본의 영화배우 하라 세츠코
- 9월 13일 - 미국의 농구선수 모제스 말론
- 9월 17일 - 독일의 축구감독 데트마어 크라머
- 9월 18일 - 대한민국의 배우 김화란
- 9월 19일 - 미국의 작가 재키 콜린스
- 9월 22일 - 미국의 야구선수 요기 베라
- 9월 24일 - 일본의 가수, 영화배우 카와시마 나오미
- 9월 25일 - 대한민국의 시인 문병란